# Finland op de Olympische Winterspelen 1956
Tijdens de Olympische Winterspelen van 1956, die in Cortina d'Ampezzo (Italië) werden gehouden, nam Finland voor de zevende keer deel.

## Medailleoverzicht
| Sport          | Olympiër                                                      | Discipline            | Medaille |
| -------------- | ------------------------------------------------------------- | --------------------- | -------- |
| Langlaufen     | Veikko Hakulinen                                              | 30 km (m)             | Goud     |
| Langlaufen     | Sirkka Polkunen Mirja Hietamies Siiri Rantanen                | 3x5 km estafette (v)  | Goud     |
| Schansspringen | Antti Hyvärinen                                               | mannen                | Goud     |
| Langlaufen     | Veikko Hakulinen                                              | 50 km (m)             | Zilver   |
| Langlaufen     | August Kiuru Jorma Kortelainen Arvo Viitanen Veikko Hakulinen | 4x10 km estafette (m) | Zilver   |
| Schansspringen | Antti Hyvärinen                                               | mannen                | Zilver   |
| Schaatsen      | Toivo Salonen                                                 | 1500 m (m)            | Brons    |

## Deelnemers en resultaten

### Alpineskiën
| Olympiër        | Discipline       | Resultaat | Prestatie                      |
| --------------- | ---------------- | --------- | ------------------------------ |
| Pentti Alonen   | afdaling (m)     | dq        | diskwalificatie                |
| Pentti Alonen   | reuzenslalom (m) | 42e       | 3.35,0 (+34,9)                 |
| Pentti Alonen   | slalom (m)       | dq        | diskwalificatie                |
| Kalevi Häkkinen | afdaling (m)     | 23e       | 3.29,2 (+37,0)                 |
| Kalevi Häkkinen | reuzenslalom (m) | 43e       | 3.36,9 (+36,8)                 |
| Kalevi Häkkinen | slalom (m)       | 40e       | 4.19,2 (+1.04,5) 1.53,8+2.25,4 |

### Kunstrijden
| Olympiër     | Discipline | Resultaat | Prestatie                 |
| ------------ | ---------- | --------- | ------------------------- |
| Kalle Tuulos | mannen     | 15e       | pc. 137,0; 124,500 punten |

### Langlaufen
| Olympiër                                                      | Discipline            | Resultaat | Prestatie                                       |
| ------------------------------------------------------------- | --------------------- | --------- | ----------------------------------------------- |
| Veikko Hakulinen                                              | 15 km (m)             | 4e        | 50.31 (+0.52)                                   |
| Veikko Hakulinen                                              | 30 km (m)             | Goud      | 1:44.06                                         |
| Veikko Hakulinen                                              | 50 km (m)             | Zilver    | 2:51.45 (+1.18)                                 |
| Kalevi Hämäläinen                                             | 30 km (m)             | 20e       | 1:51.38 (+7.32)                                 |
| August Kiuru                                                  | 30 km (m)             | 21e       | 1:51.56 (+7.50)                                 |
| Eero Kolehmainen                                              | 50 km (m)             | 4e        | 2:56.17 (+5.50)                                 |
| Veini Kontinen                                                | 50 km (m)             | 9e        | 3:06.15 (+15.48)                                |
| Olavi Latsa                                                   | 30 km (m)             | 9e        | 1:47.30 (+3.24)                                 |
| Veikko Räsänen                                                | 15 km (m)             | 14e       | 52.35 (+2.56)                                   |
| Antti Sivonen                                                 | 50 km (m)             | 8e        | 3:04.16 (+13.49)                                |
| Arto Tiainen                                                  | 15 km (m)             | 26e       | 54.11 (+4.32)                                   |
| Arvo Viitanen                                                 | 15 km (m)             | 9e        | 51.10 (+1.31)                                   |
| August Kiuru Jorma Kortelainen Arvo Viitanen Veikko Hakulinen | 4x10 km estafette (m) | Zilver    | 2:16.31 (+1.01) (34.56 / 34.20 / 33.34 / 33.41) |
|                                                               |                       |           |                                                 |
| Siiri Rantanen                                                | 10 km (v)             | 5e        | 39.40 (+1.29)                                   |
| Mirja Hietamies                                               | 10 km (v)             | 6e        | 40.18 (+2.07)                                   |
| Sirkka Polkunen                                               | 10 km (v)             | 8e        | 40.25 (+2.14)                                   |
| Sanna Kieru                                                   | 10 km (v)             | 12e       | 40.52 (+2.41)                                   |
| Sirkka Polkunen Mirja Hietamies Siiri Rantanen                | 3x5 km estafette (v)  | Goud      | 1:09.01 (23.22 / 22.20 / 23.19)                 |

### Noordse combinatie
| Olympiër       | Discipline | Resultaat | Prestatie                                                                |
| -------------- | ---------- | --------- | ------------------------------------------------------------------------ |
| Paavo Korhonen | mannen     | 4e        | 435,597 punten schans: 196,5 (65,5+67,0+69,5 m) 15 km: 239,097 (56.32)   |
| Eeti Nieminen  | mannen     | 9e        | 430,400 punten schans: 206,0 (65,0+70,5+68,0 m) 15 km: 224,400 (1:00.20) |
| Esko Jussila   | mannen     | 25e       | 409,500 punten schans: 194,0 (63,5+65,0+65,0 m) 15 km: 215,500 (1:02.38) |

### Schaatsen
| Olympiër        | Discipline   | Resultaat | Prestatie         |
| --------------- | ------------ | --------- | ----------------- |
| Matti Hamberg   | 500 m (m)    | 9e        | 42,2 (+2,0)       |
| Matti Hamberg   | 1500 m (m)   | 18e       | 2.14,8 (+6,2)     |
| Matti Hamberg   | 5000 m (m)   | 32e       | 8.28,1 (+39,4)    |
| Juhani Järvinen | 500 m (m)    | 9e        | 42,2 (+2,0)       |
| Juhani Järvinen | 1500 m (m)   | 4e        | 2.09,7 (+1,1)     |
| Juhani Järvinen | 5000 m (m)   | 20e       | 8.13,7 (+25,0)    |
| Juhani Järvinen | 10.000 m (m) | 12e       | 17.05,9 (+30,0)   |
| Kauko Salomaa   | 5000 m (m)   | 21e       | 8.14,3 (+25,6)    |
| Kauko Salomaa   | 10.000 m (m) | 17e       | 17.19,0 (+43,1)   |
| Toivo Salonen   | 500 m (m)    | 5e        | 41,7 (+1,5)       |
| Toivo Salonen   | 1500 m (m)   | Brons     | 2.09,4 (+0,8)     |
| Toivo Salonen   | 10.000 m (m) | 24e       | 17.37,6 (+1.01,7) |
| Leo Tynkkynen   | 1500 m (m)   | 26e       | 2.16,2 (+7,6)     |
| Leo Tynkkynen   | 5000 m (m)   | 25e       | 8.19,9 (+31,2)    |
| Yrjö Uimonen    | 500 m (m)    | 13e       | 42,5 (+2,3)       |

### Schansspringen
| Olympiër           | Discipline | Resultaat | Prestatie                  |
| ------------------ | ---------- | --------- | -------------------------- |
| Antti Hyvärinen    | mannen     | Goud      | 227,0 punten (81,0+84,0 m) |
| Aulis Kallakorpi   | mannen     | Zilver    | 225,0 punten (83,5+80,5 m) |
| Eino Kirjonen      | mannen     | 7e        | 219,0 punten (78,0+81,0 m) |
| Hemmo Silvennoinen | mannen     | 10e       | 207,5 punten (75,5+77,0 m) |

Australië · België · Bolivia · Bulgarije · Canada · Chili · Duits eenheidsteam · Finland · Frankrijk · Griekenland · Groot-Brittannië · Hongarije · IJsland · Iran · Italië · Japan · Joegoslavië · Libanon · Liechtenstein · Nederland · Noorwegen · Oostenrijk · Polen · Roemenië ·  Sovjet-Unie · Spanje · Tsjecho-Slowakije · Turkije · Verenigde Staten · Zuid-Korea · Zweden · Zwitserland